# Le Déserteur (film, 1933)
Pour les articles homonymes, voir Le Déserteur.
Pour plus de détails, voir Fiche technique et Distribution.
Le Déserteur (titre original : Дезертир) est un film dramatique et politique soviétique réalisé par Vsevolod Poudovkine et sorti en 1933.

## Synopsis
Karl Renn, ouvrier des chantiers navals de Hambourg et membre du Parti communiste d'Allemagne, est chargé par l'URSS d'organiser une grève générale et de faire pression sur les employeurs. Lorsque la grève commencent, plusieurs bagarres ont lieu avec la police. Après un mois de grève, de nombreux ouvriers sont déjà tellement épuisés qu'ils deviennent des briseurs de grève. Un affrontement armé a lieu, auquel même la femme de Karl prend part ; mais lui-même reste à la maison par lâcheté. Il est néanmoins envoyé comme délégué du parti, avec quatre camarades, à une réunion en Union soviétique. Il y reste, travaille dans un haut fourneau et est enthousiasmé par le système communiste. Quelques semaines plus tard, il apprend que le chef de son parti à Hambourg a été tué. Il retourne alors en Allemagne pour poursuivre la lutte des travailleurs.

## Fiche technique
- Titre français : Le Déserteur ou Le Paquebot Platiletka[1],[2]
- Titre original russe : Дезертир, Dezertir[3]
- Réalisation : Vsevolod Poudovkine
- Scénario : Nina Agadjanova-Choutko, M. Krasnostavski, Alexandre Lazebnikov (ru)
- Photographie : Anatoli Golovnia
- Musique : Iouri Chaporine
- Décors : Sergueï Kozlovski (ru)
- Société de production : Mejrabpomfilm
- Pays de production :  Union soviétique
- Langue originale : russe
- Format : noir et blanc - Muet
- Genre : film dramatique et politique
- Durée : 95 min
- Dates de sortie: 
  - Union soviétique : 19 septembre 1933
  - France : 24 janvier 1936[2]

## Distribution
- Boris Livanov : Karl Renn
- Vassili Kovriguine : Ludwig Zeile
- Alexandre Tchistiakov (ru) : Fritz Müller
- Tamara Makarova : Greta
- Semion Svachenko (ru) : Bruno
- Dmitri Kontsovski (ru) : Strauss
- Judith Glizer (ru) : Marcella Zeile
- M. Olechtchenko : Berta
- Sergueï Martinson : un passant
- Maxime Schtrauch : premier chef
- Sergueï Guerassimov : deuxième chef
- Sergueï Komarov : un ouvrier
- Vladimir Ouralski : secrétaire de cellule
- Ivan Tchouvelev (ru)

## Production
Le Déserteur est le premier film sonore de Vsevolod Poudovkine. Le film a été tourné à partir de 1931, en grande partie à Moscou, et en partie (surtout les scènes extérieures dans le port) à Hambourg. L'idée initiale était de se concentrer sur les luttes des travailleurs portuaires de Hambourg, en Allemagne, mais après l'arrivée des nazis au pouvoir, le concept a été modifié pour devenir plus individualisé. Il explore la psychologie d'un jeune ouvrier allemand qui, après avoir mené une vie normale en URSS, envisage de retourner dans son pays d'origine pour y rejoindre la lutte des classes.
En 1928, Poudovkine a élaboré des théories sur le film sonore avec Sergueï Eisenstein et Grigori Alexandrov. Ces expériences, accusées d'être « formalistes », ont conduit Poudovkine à être interdit de tournage pendant cinq ans par le fonctionnaire du cinéma Boris Choumiatski.

## Exploitation
Le film fut présenté pour la première fois en 1933 à Moscou, et sa première aux Etats-Unis eut lieu le 12 octobre 1934. En France, il est projeté le 24 janvier 1936 en Alsace.